# 阿曼达·菲利普基
阿曼达·菲利帕奇（Amanda Filipacchi，1967年10月10日—)是一位美国小说家。她出生在法國巴黎，在法国和美国接受教育。她是四部小说的作者，分別為裸体男人（1993年）、蒸汽（1999年），爱爬行（2005年）和美的不幸重要性（2015年）。她的小说已被翻译成13种语言。

## 對维基百科的批評
2013年4月，阿曼达·菲利普基在《纽约时报》上發表专栏文章，認為美国小说家以及其他国家的女性小说家的維基百科條目分类存在性別歧視。此前她注意到多名維基人将女性作家从“美国小说家”的分类中刪除，转而归入到“美国女性小说家”的分类中。这篇专栏文章引起女权主义者和其他评论人士對維基百科的强烈抗议，他们認為維基百科上存在性别歧视以及女性小说家遭到贬低。阿曼达·菲利普基在之後發表的一篇文章中表示，有維基人不滿她的批评，将她的维基百科條目作为攻擊目标。
后来阿曼达·菲利普基在《大西洋》上发表了另一篇文章，驳斥了媒体将女性小说家的重新分类归咎于单一維基人的说法，她指出至少有7位不同的維基人對十七位女性作家的重新分类负有责任。